# 杨成武
杨成武（1914年10月27日—2004年2月14日），又名杨能俊，福建长汀人，客家人，中国共产黨、中华人民共和国政治人物，原副国级领导人。中国人民解放军开国上将、北京军区首任司令员、前中国人民解放军代总参谋长及全国政协副主席。
杨成武于1929年参加中国工农红军，1930年加入中国共产党。第一次国共内战时期，任红四军秘书、连政委、第三十二团政治委员、红二师第四团政治委员、红一师师长兼政治委员，参与历次反围剿战役及长征，并在长征时担任中央红军的先锋。抗日战争时期，任八路军115师独立团团长、晋察冀军区第一军分区司令员兼政治委员、冀中军区司令员，参与平型关战役、百团大战，指挥黄土岭战斗。第二次国共内战时期，任晋察冀军区第三纵队司令员兼政治委员、晋察冀野战军第二政治委员、华北野战军第20兵团司令员，参与清风店战役、石家庄战役、平汉北段战役、察绥战役、平津战役、太原战役等战役。中华人民共和国成立后，任中国人民志愿军第二十兵团司令员，北京军区司令员，中国人民解放军防空军司令员，中央军委常委、副秘书长，解放军代总参谋长。1968年因杨余傅事件被免职下狱，后任福州军区司令员、第六届全国政协副主席等职。
1954年至1958年，杨成武连续5年担任中华人民共和国国庆阅兵的总指挥。

## 生平

### 早年革命生涯
1914年10月27日，杨成武出生于福建省长汀县张屋铺下畲村。1920年在村里念私塾。1923年转到上杭县回龙圩教会小学，后来转入长汀县第一小学，毕业后考进长汀省立第七中学（現長汀第一中學）。1928年加入中国共产主义青年团。
1929年参加闽西古城农民暴动，并加入中国工农红军，任闽西红军第三路指挥部秘书、宣传队中队长。1930年所部编为红一军团第四军第三纵队，杨成武任该部队干事，同年加入中国共产党，参加了上杭、吉水、樟树、文家市等战斗。1931年，杨成武任红四军第十二师秘书、连政委、教导大队政委、师政委办公厅秘书长、红十一师第三十二团政治委员兼中共广昌县委书记等职，参与中央苏区历次反围剿作战。
1933年8月，中央红军整编后，杨成武任红二师第四团政治委员，被红一军团政委聂荣臻誉为“模范团政治委员”，红四团被授予“英勇冲锋”锦旗。1934年10月，杨成武率部参与长征。长征途中，红四团多次作为先头团，参加了四渡赤水、抢渡金沙江、飞夺泸定桥、突破腊子口等战斗。
红军到达陕北后，杨成武参与直罗镇战役。1936年1月，杨成武任红一军团第一师政治委员，参与东征战役。同年6月调入红军大学第一期第一科学习，12月改任红一师师长。

### 抗日战争时期
抗日战争爆发后，任八路军115师独立团团长，率部参加平型关战役，阻击日军援军。此后，率独立团进军敌后，配合太原会战，攻占涞源、广灵、蔚县、紫荆关等地。1937年11月，独立团扩编为八路军独立第一师，杨成武任师长兼政治委员。11月，组建晋察冀军区，独立第一师编入晋察冀军区，杨成武任晋察冀一分区司令员，后兼政治委员和中共地委书记，在恒山地区开辟抗日根据地。12月，参与晋察冀军区反八路围攻战役。此后，又参与易涞战斗和晋察冀军区1938年秋季反围攻战役。

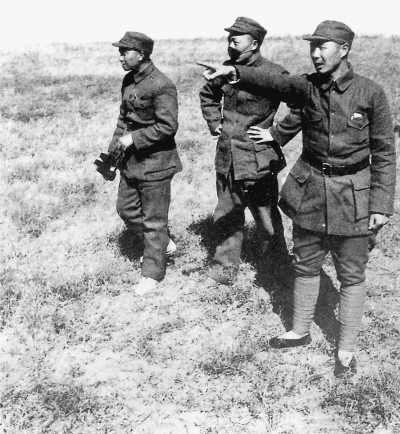
1947年4月，杨成武、聂荣臻、萧克在正太战役前线

1939年5月，杨成武指挥大龙华战斗，缴获日军大量机密文件。11月，指挥黄土岭战斗，歼灭日军九百余人，缴获五门火炮，生俘十余日军。此次战斗中，日本军“蒙疆驻屯军”最高司令官阿部规秀中将被杨成武部陈正湘一团用迫击炮击毙。1940年，杨成武参与百团大战，进攻东团堡并取得胜利。1941年，在秋季反扫荡作战中，第一军分区产生了“狼牙山五壮士”。
1944年9月，杨成武出任冀中军区司令员，恢复和发展冀中区。1945年春夏季攻势作战中，杨成武连续指挥五个战役，收复十二县城。1945年8月，率部进行大反攻，直逼天津、保定、石家庄，收复十六座县城。

### 第二次国共内战时期
抗日战争胜利后，冀中七、八、九分区的主力和六、十分区一部共11团，组成冀中纵队，杨成武任司令员，北上参与绥远战役。1946年3月，晋察冀军区重新整编部队，杨成武任晋察冀军区第三纵队司令员兼政治委员。7月，参与大同集宁战役，但惨遭败北。随后，又参加张家口保卫战、易满战役、正太战役，并参与指挥青沧战役。
1947年5月，杨成武任晋察冀野战军第二政治委员，中共晋察冀中央局委员。10月，参与指挥清风店战役，歼灭国军一万三千余人，俘虏国军第三军军长罗历戎。11月，又参与指挥石家庄战役，攻占石家庄。12月，参与指挥涞水战役，歼灭国军八千余人，国军第三十五军军长鲁英麟兵败自杀。
1948年5月，任华北军区第二兵团第二政治委员，7月任第三兵团司令员。9月，组织指挥了察绥战役，进军绥远，攻占集宁、包头等地。11月，率部参加平津战役，在东北野战军第四纵队和地方部队的配合下攻占张家口，歼灭国军第十一兵团。1949年2月，任中国人民解放军第二十兵团司令员，参与太原战役。此后驻防华北，任天津警备区司令员，京津卫戍区副司令员，中共中央华北局委员。1949年9月，出席了中国人民政治协商会议第一届全体会议。

### 中华人民共和国成立后

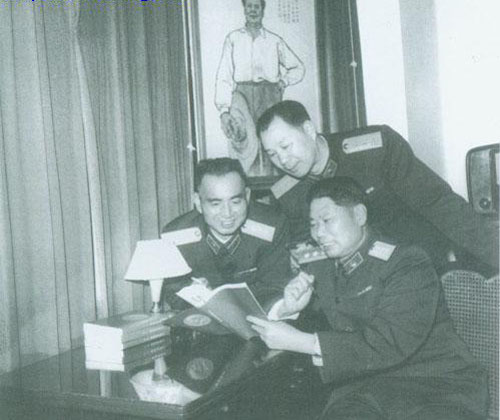
1960年，杨得志（右）、杨成武（中）、杨勇在学习毛选，他們被稱為“三楊”

中华人民共和国成立后，1951年任中国人民志愿军第二十兵团司令员，6月入朝，率部参加了朝鲜东线的夏、秋季防御战役，创月歼敌最高纪录，获朝鲜民主主义人民共和国一级自由独立勋章和一级战斗英雄功勋荣誉章。1952年回国后，8月任华北军区参谋长兼华北军区党委书记，1954年2月任华北军区副司令员兼参谋长、京津卫戍区司令员，10月任副总参谋长。
1955年3月，杨成武兼任北京军区司令员、防空军司令员，同年被授予上将军衔和一级八一勋章、一级独立自由勋章、一级解放勋章。1958年起，历任人民解放军副总参谋长，第一副总参谋长兼军委办公厅主任，参与组织指挥金门炮战、西藏平叛作战、中緬聯合勘界警衛作戰、中印边境自卫反击作战。杨成武还参与组织支援越南的抗美战争。

#### 文化大革命时期
文化大革命前的1965年6月，杨成武在林彪的推荐下出任总参第一副总参谋长、中央军委副秘书长，又于当年11月接替被批判的萧向荣兼任中央军委办公厅主任。12月，总参谋长罗瑞卿被打倒，杨成武积极参与了对罗瑞卿的揭发、批判:441-443，并于当月代理总参谋长一职，成为军内仅次于林彪、叶剑英的实权人物。
1966年8月25日，总参发生“八·二五事件”：总参作战部贴出由部长王尚荣、副部长雷英夫等人署名的大字报，批评杨成武:208-211。随后毛泽东、周恩来、林彪均表明了对杨成武的支持，王尚荣、雷英夫于9月1日被中央军委宣布停职，贺龙在之后被指责为该事件的“幕后黑手”。
1967年1月，全军文革小组改组，杨成武担任排名第二的副组长。二月逆流后，杨成武和谢富治、萧华、粟裕一同被增补为中共中央军委常委:350。3月至4月间，以杨成武为首的总参党委在经毛泽东、林彪、中央军委批准后，将副总参谋长张爱萍停职，并成立专案组审查其“罪行”。7月，杨成武陪同毛泽东视察武汉，一同经历了“七·二〇事件”:531。9月，杨成武任军委办事组组长。10月，担任中央军委专案组“二办”主任，管辖饶漱石案、彭（德怀）黄（克诚）案、罗瑞卿案、贺龙案等10个组的审查工作:350。据黄克诚回忆，杨成武负责专案审查的时期，专案组的逼供审讯相比之后的黄永胜负责时期凶狠许多。
1967年11月3日，《人民日报》、《解放军报》同时发表了以杨成武署名，经陈伯达修改的长篇理论文章，题为《大树特树伟大领袖毛主席的绝对权威，大树特树伟大的毛泽东思想的绝对权威——彻底清算罗瑞卿反对毛主席、反对毛泽东思想的滔天罪行》，但随后文章的提法“大树特树”遭到毛泽东多次批评。
1968年3月，杨、余、傅事件发生：杨成武和空军政委余立金、北京卫戍区司令员傅崇碧被指“阴谋夺取空军大权”“武装冲击中央文革”，为“二月逆流”翻案，是“二月逆流”的“新反扑”。3月22日，中共中央、国务院、中央军委、中央文革下令撤消三人职务，之后杨成武和其家人交武汉军区看管。3月25日，中共中央军委办事组改组，毛泽东等任命黄永胜、吴法宪任正、副组长。邱会作认为杨成武倒台的关键在于其倒向了江青，使林彪不满:564。
九一三事件后，毛泽东称“此案处理可能有错，当时听了林彪一面之辞”。1974年11月28日，杨成武复出，任副总参谋长。江青还试图提拔杨成武担任总参谋长，但邓小平认为他立场摇摆。

#### 文化大革命后
1977年10月，杨成武兼任福州军区司令员。1979年春，中共中央将杨余傅事件定为“冤案”，彻底平反。1980年1月和1983年10月，杨成武相继解除了副总参谋长和福州军区司令员的职务。1983年6月至1988年3月任全国政协副主席、文史资料研究委员会主任。1988年被授予一级红星功勋荣誉章。
杨成武是中共第八届候补中央委员，第十一、十二届中央委员；第一、二、三届中华人民共和国国防委员会委员。2004年2月14日，杨成武在北京逝世。

## 纪念与评价

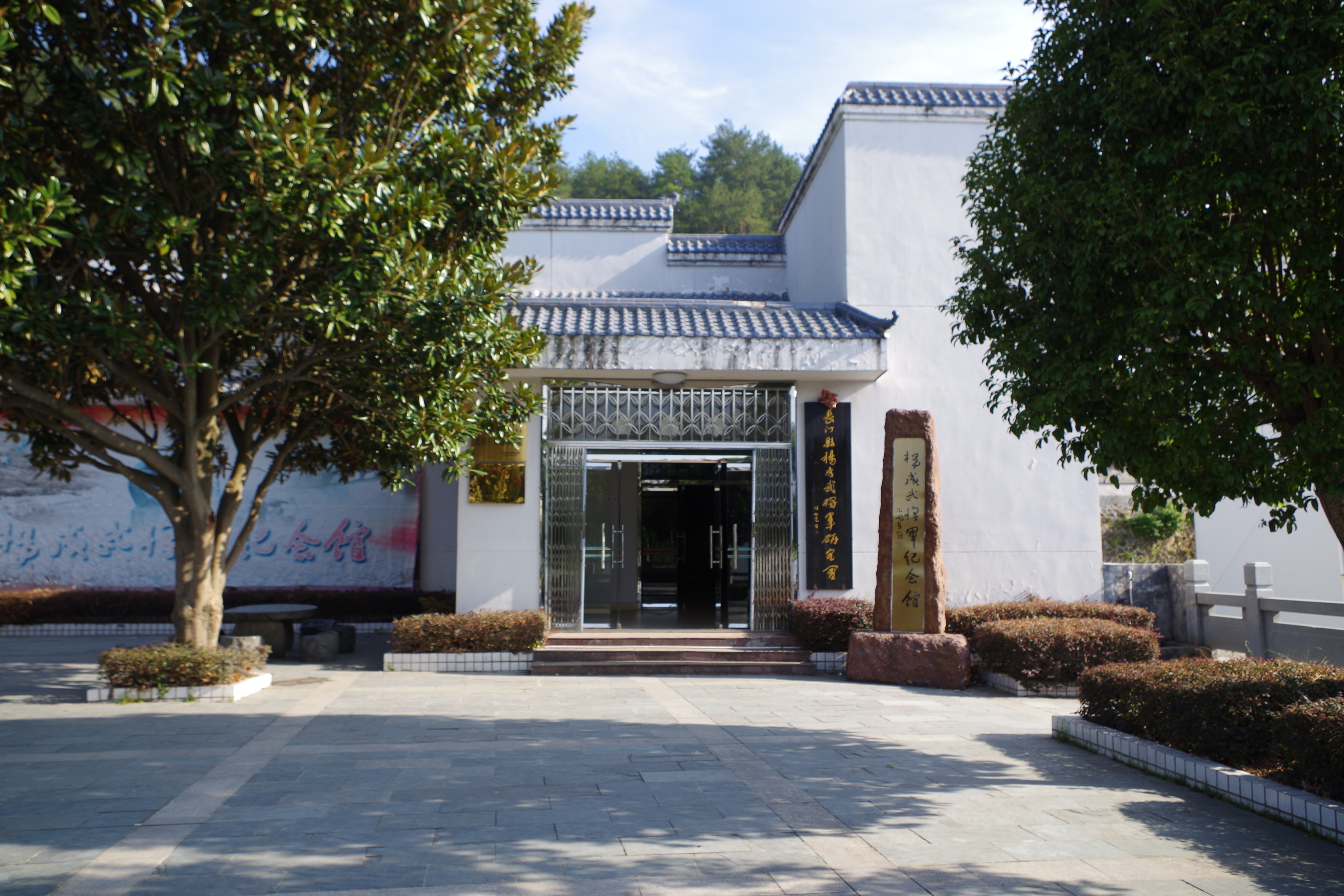
长汀县杨成武将军纪念馆

杨成武与杨得志、杨勇并称为中国人民解放军的“三杨”。
文化大革命结束后的1978年8月30日，中共总参委员会在开展“三查三整”运动的情况报告中称，杨成武问题大体是两段。“一段是一九六八年三月二十四日以前，杨成武同志紧跟林彪，利用各种机会和场合，为林彪歌功颂德，搞什么‘大树特树’，为自己树碑立传，特别是六八年初总参‘四代会’，吹捧达到登峰造极的地步，……杨成武同志参与了对贺龙、罗荣桓、徐向前等老帅，和罗瑞卿、徐海东、张爱萍、彭绍辉、王尚荣、萧向荣等老同志的迫害活动；他诬蔑罗瑞卿同志是‘资产阶级司令部的头子’，说自己是‘无产阶级司令部的代表’，以我为核心，划线站队，煽动派性，分裂群众，造成恶劣的影响。三部一些同志说，在那一段，杨成武同志‘红’得发紫，‘左’得出奇，很多问题，不仅影响总参，而是影响全军。”:911
杨成武在个人的回忆中则将自己描述为文革的受害者，然而许多学者指出杨成武在罗瑞卿、张爱萍等人被打倒的过程中扮演了不光彩的角色以及和江青关系密切，一些相关人士:441-443亦对杨成武的做法表示了鄙夷。
2014年10月27日，中共中央组织“纪念杨成武同志诞辰100周年座谈会”，俞正声出席座谈会。中央军委副主席范长龙在讲话中称杨成武为“中国共产党的优秀党员，久经考验的忠诚的共产主义战士，无产阶级革命家、军事家，我军著名高级将领”。

## 著作
- 《忆长征》，1982解放军文艺出版社
- 《杨成武回忆录》上下册，1987解放军出版社
- 《杨成武军事文选》+续集 2册，1997解放军出版社
- 《杨成武文集》上中下，2014解放军出版社

## 家庭
1938年11月28日，杨成武同赵志珍在河北省保定市涞源县北城子村结婚。育有儿子杨东胜、杨东明、杨东成；女儿杨易生（杨毅）、杨俊生、杨东荣、杨扬。
其女楊毅，文革中在《空軍報》社工作，因“与余立金秘書單世充婚外恋”丑闻被下放，后于1972年1月29日在河南滑县“自殺”。而据杨成武叙述，所谓丑闻并非真实，杨毅并非自杀而是被害身亡。
其女杨俊生，1996年7月11日晋升武警专业技术少将警衔，成为中国武警第一位女将军。现已退役。
其子杨东明，娶秦基伟之女为妻。2005年12月，任中国人民解放军空军副司令员，授中将军衔。